# Batalla de Gallabat
La batalla de Gallabat (también llamada batalla de Metemma) fue un enfrentamiento militar librado en el contexto de la Guerra mahdista (1881-1899) entre el 9 y 10 de marzo de 1889. Se trata de un acontecimiento fundamental para la historia de Etiopía, porque el Emperador etíope (Nəgusä Nägäst) Juan IV (Yohannes IV) murió en el combate. La lucha se produjo entre los pueblos de Gallabat y Metemma entre las fronteras de los actuales estados de Etiopía y Sudán.
Gallabat es considerada tradicionalmente como la última gran batalla en que las armas blancas tuvieron un papel protagónico.

## Antecedentes
Cuando los mahdistas se rebelaron contra los egipcios muchas guarniciones quedaron aisladas en Sudán a riesgo de ser aniquiladas. Los británicos, que habían tomado a Egipto como un protectorado, negociaron el tratado de Adua con el emperador Juan IV (3 de junio de 1884) por el cual las guarniciones egipcias pudieron evacuar por territorio etíope a Massawa. Tras esto el califa Abdallahi ibn Muhammad consideró a Juan IV como su enemigo y envió un ejército contra él.
Los pueblos de Gallabat y Metemma esta en la ruta comercial que conecta el río Nilo con Gondar, antigua capital imperial, los mahdistas utilizaron dicha ruta para penetrar en Etiopía y saquear las áreas circundantes. Pero el ras Alula Engida los derrotó en Kufit el 23 de septiembre de 1885.

### Saqueo de Gondar
Unos años más tarde el negus (rey) de Gojjam, Tekle Haymanot, vasallo de Juan IV, atacó Metemma y la saqueo en enero de 1887. En respuesta, al año siguiente los mahdistas al mando de Abu Anga lanzaron una campaña con la intención de tomar Gondar. Haymanot los enfrentó en Sar Weha el 18 de enero de 1888 pero fue derrotado. Los mahdistas continuaron su avance hacia Gondar, la tomaron y la saquearon, quemaron sus iglesias y esclavizaron a muchos de sus habitantes.
A pesar de los hechos Juan IV se abstuvo de lanzar un ataque debido a que desconfiaba de su vasallo Sahle Maryam, gobernante de Shewa. Deseaba hacer una campaña contra este pero el clero y sus oficiales superiores lo presionaron para que enfrentará la amenaza mahdista primero. Los abisinios habían logrado derrotar al mando del Ras Gobana Dacche a los mahdistas en Gute Dili, provincia de Wellega, el 14 de octubre. Tras dicho éxito el emperador decidió declarar la guerra a los mahdistas e inició su campaña. Sus fuerzas, unos 100 000 soldados, incluían hasta 20 000 jinetes. Las tropas islámicas sumaban probablemente 70 000 a 85 000 hombres.

## La batalla
A finales de enero de 1889 Juan IV reunió un gran ejército en Dembiya mientras que los sudaneses reunieron sus fuerzas y se atrincheraron en Gallabat y rodearon la ciudad con una gran zariba, una barrera de espinos entrelazados similar a un alambrada.
El 8 de marzo el ejército imperial llegó a Gallabat y empezó su ataque en la jornada siguiente. Su flanco izquierdo estaba al mando de Ras Haile Maryam Gugsa y la derecha de Ras Mengesha Yohannes, sobrinos del emperador. Los etíopes lograron abrir una brecha en la zariba y en ese punto el ataque logrando romper las defensas mahdistas. Los defensores habían sufrido grandes pérdidas y su línea estaba a punto de colapsar cuando la batalla se volvió inesperadamente a su favor.
Juan IV, que había dirigido a sus tropas en el frente de la batalla sufrió una herida de bala en una mano y otra en su pecho. Fue trasladado gravemente herido a su tienda y murió en dicha noche. Antes de morir ordenó a sus nobles reconocer a Ras Mengesha como su sucesor. Los etíopes, desmoralizados por la muerte de su emperador empezaron a abandonar el campamento y la victoria fue para los mahdistas.
Según David L. Lewis los mahdistas no tuvieron conocimiento de la muerte de Juan hasta que uno de sus espías trajo las noticias de que los etíopes se retiraban. El 12 de marzo una fuerza sudanesa al mando de Zeki Tummal derrotó a los Ras Mengesha y Alula en el río Atbara quienes escoltaban el cuerpo del emperador. Los etíopes fueron masacrados y el cadáver de Juan capturado y decapitado, su cabeza fue enviada como trofeo a Omdurmán.

## Consecuencias
La muerte de Juan provocó una terrible agitación política en Etiopía. A pesar de haber rogado a sus nobles apoyar a su sobrino en pocas semanas Menelik II terminó por convertirse en emperador. El nuevo emperador continuó sus luchas contra los estados musulmanes y los diversos poderes coloniales, derrotó a los italianos en Adua (1896) y colaboró con 15 000 hombres con los británicos en una ofensiva conjunta contra el estado islámico de Daraawiish pero fueron derrotados por 20 000 enemigos cerca de Harar (1901).
Para los mahdistas las consecuencias fueron graves, muchos de sus mejores soldados murieron en la batalla, debilitando así su poder militar. El califa decidió prudentemente detener las ofensivas en Etiopía y estas se redujeron en meros asaltos fronterizos menores.